# Miguel Gabrielópulo
Miguel Gabrielópulo (en griego: Μιχαὴλ Γαβριηλόπουλος; fallecido después de 1342) fue un noble bizantino que gobernó brevemente sobre Tesalia en 1342.

## Biografía
Miguel era pariente del poderoso magnate Esteban Gabrielópulo, quien después de 1318 se había establecido como un arconte semiautónomo en la región occidental de Tesalia alrededor de Tríkala y en 1325 fue reconocido por el emperador bizantino Andrónico II Paleólogo como sebastocrátor. Después de la muerte de Esteban, alrededor de 1332/1333, Tesalia volvió a estar bajo el dominio bizantino directo.
A partir de la crisis de 1341 estalló la guerra civil bizantina entre la regencia del menor Juan V y Juan Cantacuceno, Miguel invocó sus derechos heredados sobre la región alrededor de Tríkala. Expulsó al gobernador imperial Miguel Monómaco y se declaró independiente en junio de 1342.
El reinado de Miguel solo duró unos meses, ya que los otros magnates tesalios pronto se unieron a Juan Cantacuceno. Este le arrebató el poder a finales de 1342 e instaló a su primo o sobrino, Juan Ángelo, como gobernador en Tesalia. Se desconoce que ocurrió después con Miguel Gabrielópulo.